# Безольд, Кристоф
Кристоф Безольд (нем. Christoph Besold), также Кристофер Безольд, или Безольдус (лат. Christopher Besoldus; род. 1577 в Тюбингене, Вюртемберг, — ум. 15 сентября 1638 в Ингольштадте, Бавария), — немецкий правовед, профессор и публицист, чьи труды важны, в частности, для понимания причин Тридцатилетней войны. Был другом Иоганна Кеплера.

## Биография
Из семьи протестантов. Изучал юриспруденцию в Тюбингенском университете, получил диплом доктора права в 1598 году. За время учёбы подружился с другим студентом, Иоганном Кеплером. В 1610 году стал преподавать право в родном университете. Высоко ценился и как юрист по гражданским вопросам, и как профессор права.
Занимался также углублённым изучением общественных финансов, христианской религии и языками: знал до девяти языков, включая арабский и древнееврейский. Изучал Писания, сочинения Отцов церкви и средневековых мистиков. Всё больше склонялся к католической религии, публично крестился в Хейльбронне в 1635 году. Два года спустя получил кафедру римского права в университете Ингольдштадта. От римского папы Урбана VIII пришло предложение занять место профессора в университете Болоньи, но смерть Безольда помешала этому. Перед смертью он просил жену принять католическую веру, через три месяца после похорон мужа она крестилась вместе с восьмилетней дочерью.

## Труды
Кристоф Безольд — автор многочисленных сочинений. Публикация трёхтомника из архивов Штутгарта вызвала негодования, потому что из содержания следовало, что статус вюртембергских монастырей как «свободных имперских» (Reichsunmittelbarkeit) обязывал местных герцогов отдать конфискованное религиозное имущество.
- «Signatura temporum» (1614)
- «Axiomatha philosophica-theologica» (Страсбург, 1616)
- «Politicorum libri due» (Франкфурт, 1618)
- «De verae philosophiae fundamento discursus» (Тюбинген, 1619)
- «Pentas Dissertationum philologicarum» (Тюбинген, 1620)

Перевёл сатиру «Ragguagli di Parnaso» итальянца Траяно Боккалини.